# The Chicken Squad
The Chicken Squad (Esquadrão Granja no Brasil) é uma série de animação computadorizada estadunidense criado por Tom Rogers, produzida pelo Wild Canary Animation e transmitido pelo Disney Junior em 14 de maio de 2021 e 22 de abril de 2022. A série foi baseado na série de livros de mesmo nome escrito por Doreen Cronin, apresentando as vozes de Yvette Nicole Brown, Ramone Hamilton, Gabriella Graves e Maxwell Simkins. O tema da série é interpretado pela ex-estrela do Kids Incorporated, Renee Sands.
No Brasil, a série foi exibida pelo Disney Junior Brasil em 18 de outubro de 2021.

## Premissa
Inspirado na popular série de livros infantis de Doreen Cronin, o programa segue Coop, Little Boo e Sweetie, um trio de irmãos jovens e seu mentor, Capitã Tully, um cão de busca e resgate aposentado, que usa o trabalho em equipe e o pensamento crítico para resolver problemas e  mantenha a paz em seu quintal. Seja resgatando um filhote encalhado de um riacho, ajudando um pássaro a rastrear sua comida perdida ou resolvendo o mistério de como as flores preciosas de sua mãe foram pisoteadas, o Chicken Squad está sempre pronto para dar uma ajuda.  Sempre que um personagem pensa em algo, seu balão de pensamento pode ser visto e editado por qualquer pessoa ao seu redor.

## Personagens

### Principais
- Capitã Tully (voz de Yvette Nicole Brown) - Um cão de busca e resgate aposentado com dois olhos de cores diferentes (azuis à esquerda e marrons à direita), e mentor do trio.
- Coop (voz de Ramone Hamilton) - O frango que entende de tecnologia.
- Sweetie (voz de Gabriella Graves) - O frango forte.
- Little Boo (voz de Maxwell Simkins) - O frango rápido.

### Recorrentes
- Frazz (voz de Tony Hale) - Um esquilo nervoso.
- Dr. Dirt (voz de Jane Lynch) - Um caracol cientista forense.
- Dinah (voz de Melissa Rauch) - A mãe da garota.
- Riley (voz de Sean Giambrone) - Um rato de matilha rude.
- Wheeze (voz de Melissa Villaseñor) - Um guaxinim travesso que é a irmã mais nova de Snick.
- Maizie (voz de Alison Fernandez) - Uma ovelha fofa, mas torta.

### Convidados
- Rebecca (voz de Rachel Bloom) - Uma abelha nervosa.
- Quilla (voz de Chrissie Fit) - Um porco-espinho amigável.
- Cornelius (voz de Jet Jurgensmeyer) - Primo da Esquadrão Granja que pinta quadros em alta fidelidade que qualquer um que vir seus trabalhos pode confundi-los com a realidade.